# Тростянецкий спиртовой завод
Тростянецкий спиртовой завод (укр. Тростянецький спиртовий завод) — предприятие пищевой промышленности в посёлке городского типа Тростянец Гайсинского района Винницкой области Украины.

## История
В 1864 году в волостном центре Тростянец Брацлавского уезда Подольской губернии Российской империи французские капиталисты построили винокуренный завод мощностью 20 600 вёдер спирта в год. В 1884 году к селению была проложена железная дорога. В 1901 году в местечке уже действовали винокуренный завод и казенный винный склад.

### 1918—1991
В январе 1918 года в Тростянце была установлена Советская власть, на спиртзаводе и других предприятиях был установлен рабочий контроль, но в начале марта 1918 года Тростянец оккупировали австро-немецкие войска (которые оставались здесь до ноября 1918 года). В дальнейшем, до июня 1920 года Тростянец находился в зоне боевых действий гражданской войны. Во втором полугодии 1920 года началось восстановление спиртзавода, и на рубеже 1921—1922 гг. он был введён в эксплуатацию.
В ходе индустриализации 1930-х годов спиртзавод был реконструирован и расширен, после окончания реконструкции его мощность составила 2500 декалитров спирта в сутки.
В ходе Великой Отечественной войны с 25 июля 1941 до 13 марта 1944 года Тростянец был оккупирован немецко-румынскими войсками, при отступлении немецких войск рабочие завода обеспечили его охрану и сумели частично сохранить предприятие, а также 50 тыс. литров спирта. После окончания боевых действий началось восстановление селения, и после восстановления работы поселковой электростанции, в конце 1944 года спиртзавод был восстановлен.
В 1951 году Тростянецкий спиртовой завод занял 1-е место в социалистическом соревновании предприятий министерства пищевой промышленности СССР и был награждён переходящим Красным знаменем.
В соответствии с седьмым пятилетним планом развития народного хозяйства СССР в 1962 году началась реконструкция спиртзавода, в ходе которой основные производственные процессы были механизированы, также был построен цех по производству хлебопекарных дрожжей (мощностью 10 тонн дрожжей в сутки). После завершения реконструкции предприятие получило новое название — Тростянецкий спиртово-дрожжевой комбинат.
В 1969 году комбинат досрочно завершил годовой производственный план, а в 1970 году стал одним из крупнейших предприятий спиртовой промышленности на территории Украинской ССР.
В целом, в советское время спиртовой комбинат входил в число крупнейших предприятий райцентра.

### После 1991 года
После провозглашения независимости Украины комбинат перешёл в ведение государственного комитета пищевой промышленности Украины и стал одним из крупнейших предприятий спиртовой промышленности на территории Украины.
Позднее комбинат был переименован в Тростянецкий спиртовой завод.
В марте 1995 года Верховная Рада Украины внесла завод в перечень предприятий, приватизация которых запрещена в связи с их общегосударственным значением.
После создания в июне 1996 года государственного концерна спиртовой и ликёро-водочной промышленности «Укрспирт», завод был передан в ведение концерна «Укрспирт».
В январе 2000 года Кабинет министров Украины разрешил заводу производство компонентов для моторного топлива, в июле 2000 года была утверждена государственная программа «Этанол», предусматривавшая расширения использования этилового спирта в качестве энергоносителя, и Тростянецкий спиртзавод (вместе с другими государственными спиртзаводами) был включён в перечень исполнителей этой программы.
Начавшийся в 2008 году экономический кризис осложнил положение предприятия, 21 марта 2008 года хозяйственный суд Винницкой области возбудил дело № 10/47-08 о банкротстве спиртзавода (в дальнейшем, рассмотрение дела о банкротстве было передано в высший хозяйственный суд Украины). 2008 год завод завершил с убытком в 1,446 млн. гривен.
В июле 2010 года государственный концерн «Укрспирт» был преобразован в государственное предприятие «Укрспирт», завод остался в ведении ГП «Укрспирт».
В ноябре 2012 года завод остановил производственную деятельность и до 2015 года не работал, в начале августа 2015 года на предприятии началась подготовка к запуску производства технического спирта и компонентов для моторного топлива.
В конце мая 2018 года в результате сброса отходов спиртзавода на поля фильтрации экологическая обстановка в посёлке ухудшилась. 20 июня 2019 года областная комиссия по техногенно-экологической безопасности и чрезвычайных ситуаций Винницкой области вынесла постановление о остановке завода до устранения недостатков, однако завод продолжал производство до тех пор, пока жители посёлка не заблокировали предприятие.
30 июня 2019 года завод остановил производство.